# (39266) 2001 AT2
(39266) 2001 AT2 est un objet de la ceinture principale d'astéroïdes extérieure de 15,831 km de diamètre découvert en 2001.

## Description
(39266) 2001 AT2 a été découvert le 1er janvier 2001 à l'observatoire de Kitt Peak, situé dans l'Arizona (États-Unis), par le projet Spacewatch de l’université de l'Arizona.

### Caractéristiques orbitales
L'orbite de cet astéroïde est caractérisée par un demi-grand axe de 3,97 ua, un périhélie de 2,97 ua, une excentricité de 0,25 et une inclinaison de 7,03° par rapport à l'écliptique. Du fait de ces caractéristiques, à savoir un demi-grand axe entre 3,2 et 4,6 ua, il est classé, selon la JPL Small-Body Database, comme objet de la ceinture principale d'astéroïdes extérieure.

### Caractéristiques physiques
(39266) 2001 AT2 a une magnitude absolue (H) de 12,6 et un albédo estimé à 0,070, ce qui permet de calculer un diamètre de 15,831 km. Ces résultats ont été obtenus grâce aux observations du Wide-field Infrared Survey Explorer (WISE), un télescope spatial américain mis en orbite en 2009 et observant l'ensemble du ciel dans l'infrarouge, et publiés en 2012 dans un article regroupant les caractéristiques de 1 023 astéroïdes du groupe de Hilda.